# Eleições parlamentares europeias de 1989 no distrito de Leiria
| Eleições parlamentares europeias de 1989 Distritos: Aveiro \| Beja \| Braga \| Bragança \| Castelo Branco \| Coimbra \| Évora \| Faro \| Guarda \| Leiria \| Lisboa \| Portalegre \| Porto \| Santarém \| Setúbal \| Viana do Castelo \| Vila Real \| Viseu \| Açores \| Madeira \| Estrangeiro |

## Resultados por concelho
Os resultados nos concelhos do Distrito de Leiria foram os seguintes:

### Alcobaça
| Partido                 | Partido                         | Votos  | %               | +/-   |
| ----------------------- | ------------------------------- | ------ | --------------- | ----- |
|                         | Partido Social Democrata        | 8 789  | 42,51 / 100,00  | 4,90  |
|                         | Partido Socialista              | 5 297  | 25,62 / 100,00  | 4,32  |
|                         | Centro Democrático Social       | 3 368  | 16,29 / 100,00  | 0,02  |
|                         | Coligação Democrática Unitária  | 1 171  | 5,66 / 100,00   | 1,28  |
|                         | Movimento Democrático Português | 306    | 1,48 / 100,00   | 0,96  |
|                         | Partido Popular Monárquico      | 305    | 1,48 / 100,00   | 0,01  |
|                         | Outros (com menos de 1,00%)     | 571    | 2,76 / 100,00   |       |
| Votos Inválidos         | Votos Inválidos                 | 870    | 4,21 / 100,00   | 1,24  |
| Total                   | Total                           | 20 677 | 100,00 / 100,00 |       |
| Eleitorado/Participação | Eleitorado/Participação         | 43 922 | 47,08 / 100,00  | 25,14 |

### Alvaiázere
| Partido                 | Partido                      | Votos | %               | +/-   |
| ----------------------- | ---------------------------- | ----- | --------------- | ----- |
|                         | Partido Social Democrata     | 3 040 | 66,80 / 100,00  | 0,03  |
|                         | Centro Democrático Social    | 716   | 15,73 / 100,00  | 3,06  |
|                         | Partido Socialista           | 432   | 9,49 / 100,00   | 2,92  |
|                         | Partido da Democracia Cristã | 61    | 1,34 / 100,00   | 0,57  |
|                         | Outros (com menos de 1,00%)  | 166   | 3,64 / 100,00   |       |
| Votos Inválidos         | Votos Inválidos              | 136   | 2,99 / 100,00   | 0,23  |
| Total                   | Total                        | 4 551 | 100,00 / 100,00 |       |
| Eleitorado/Participação | Eleitorado/Participação      | 8 721 | 52,18 / 100,00  | 22,89 |

### Ansião
| Partido                 | Partido                        | Votos  | %               | +/-   |
| ----------------------- | ------------------------------ | ------ | --------------- | ----- |
|                         | Partido Social Democrata       | 4 043  | 60,92 / 100,00  | 2,13  |
|                         | Partido Socialista             | 1 181  | 17,79 / 100,00  | 2,90  |
|                         | Centro Democrático Social      | 808    | 12,17 / 100,00  | 0,58  |
|                         | Coligação Democrática Unitária | 95     | 1,43 / 100,00   | 0,23  |
|                         | Partido Popular Monárquico     | 85     | 1,28 / 100,00   | 0,01  |
|                         | Partido da Democracia Cristã   | 68     | 1,02 / 100,00   | 0,20  |
|                         | Outros (com menos de 1,00%)    | 156    | 2,36 / 100,00   |       |
| Votos Inválidos         | Votos Inválidos                | 201    | 3,03 / 100,00   | 0,34  |
| Total                   | Total                          | 6 637  | 100,00 / 100,00 |       |
| Eleitorado/Participação | Eleitorado/Participação        | 12 319 | 53,88 / 100,00  | 22,27 |

### Batalha
| Partido                 | Partido                        | Votos  | %               | +/-   |
| ----------------------- | ------------------------------ | ------ | --------------- | ----- |
|                         | Partido Social Democrata       | 3 013  | 51,10 / 100,00  | 3,74  |
|                         | Centro Democrático Social      | 1 253  | 21,25 / 100,00  | 0,79  |
|                         | Partido Socialista             | 1 001  | 16,98 / 100,00  | 3,38  |
|                         | Coligação Democrática Unitária | 91     | 1,54 / 100,00   | 0,33  |
|                         | Partido Popular Monárquico     | 69     | 1,17 / 100,00   | 0,30  |
|                         | Outros (com menos de 1,00%)    | 189    | 3,20 / 100,00   |       |
| Votos Inválidos         | Votos Inválidos                | 280    | 4,75 / 100,00   | 1,52  |
| Total                   | Total                          | 5 896  | 100,00 / 100,00 |       |
| Eleitorado/Participação | Eleitorado/Participação        | 10 812 | 54,53 / 100,00  | 23,10 |

### Bombarral
| Partido                 | Partido                        | Votos  | %               | +/-   |
| ----------------------- | ------------------------------ | ------ | --------------- | ----- |
|                         | Partido Social Democrata       | 1 995  | 38,34 / 100,00  | 2,43  |
|                         | Partido Socialista             | 1 302  | 25,02 / 100,00  | 6,48  |
|                         | Centro Democrático Social      | 958    | 18,41 / 100,00  | 3,38  |
|                         | Coligação Democrática Unitária | 475    | 9,13 / 100,00   | 1,90  |
|                         | Partido Popular Monárquico     | 74     | 1,42 / 100,00   | 0,13  |
|                         | Outros (com menos de 1,00%)    | 205    | 3,94 / 100,00   |       |
| Votos Inválidos         | Votos Inválidos                | 195    | 3,75 / 100,00   | 0,28  |
| Total                   | Total                          | 5 204  | 100,00 / 100,00 |       |
| Eleitorado/Participação | Eleitorado/Participação        | 11 727 | 44,38 / 100,00  | 23,94 |

### Caldas da Rainha
| Partido                 | Partido                         | Votos  | %               | +/-   |
| ----------------------- | ------------------------------- | ------ | --------------- | ----- |
|                         | Partido Social Democrata        | 6 595  | 42,14 / 100,00  | 4,12  |
|                         | Partido Socialista              | 3 723  | 23,79 / 100,00  | 4,77  |
|                         | Centro Democrático Social       | 2 692  | 17,20 / 100,00  | 0,07  |
|                         | Coligação Democrática Unitária  | 1 095  | 7,00 / 100,00   | 1,55  |
|                         | Partido Popular Monárquico      | 306    | 1,96 / 100,00   | 0,51  |
|                         | Movimento Democrático Português | 218    | 1,39 / 100,00   | 1,07  |
|                         | Outros (com menos de 1,00%)     | 490    | 3,12 / 100,00   |       |
| Votos Inválidos         | Votos Inválidos                 | 532    | 3,40 / 100,00   | 0,64  |
| Total                   | Total                           | 15 651 | 100,00 / 100,00 |       |
| Eleitorado/Participação | Eleitorado/Participação         | 35 846 | 43,66 / 100,00  | 26,71 |

### Castanheira de Pera
| Partido                 | Partido                        | Votos | %               | +/-   |
| ----------------------- | ------------------------------ | ----- | --------------- | ----- |
|                         | Partido Socialista             | 1 261 | 55,31 / 100,00  | 10,72 |
|                         | Partido Social Democrata       | 549   | 24,08 / 100,00  | 7,42  |
|                         | Centro Democrático Social      | 139   | 6,10 / 100,00   | 0,17  |
|                         | Coligação Democrática Unitária | 96    | 4,21 / 100,00   | 2,59  |
|                         | Partido Popular Monárquico     | 24    | 1,05 / 100,00   | 0,16  |
|                         | União Democrática Popular      | 23    | 1,01 / 100,00   | 0,47  |
|                         | Outros (com menos de 1,00%)    | 79    | 3,47 / 100,00   |       |
| Votos Inválidos         | Votos Inválidos                | 109   | 4,78 / 100,00   | 1,18  |
| Total                   | Total                          | 2 280 | 100,00 / 100,00 |       |
| Eleitorado/Participação | Eleitorado/Participação        | 4 028 | 56,60 / 100,00  | 18,39 |

### Figueiró dos Vinhos
| Partido                 | Partido                         | Votos | %               | +/-   |
| ----------------------- | ------------------------------- | ----- | --------------- | ----- |
|                         | Partido Social Democrata        | 2 245 | 55,19 / 100,00  | 7,24  |
|                         | Partido Socialista              | 896   | 22,03 / 100,00  | 8,65  |
|                         | Centro Democrático Social       | 495   | 12,17 / 100,00  | 1,09  |
|                         | Coligação Democrática Unitária  | 49    | 1,20 / 100,00   | 0,50  |
|                         | Partido Popular Monárquico      | 49    | 1,20 / 100,00   | 0,24  |
|                         | Movimento Democrático Português | 49    | 1,20 / 100,00   | 0,81  |
|                         | Outros (com menos de 1,00%)     | 110   | 2,70 / 100,00   |       |
| Votos Inválidos         | Votos Inválidos                 | 175   | 4,30 / 100,00   | 0,35  |
| Total                   | Total                           | 4 068 | 100,00 / 100,00 |       |
| Eleitorado/Participação | Eleitorado/Participação         | 7 212 | 56,41 / 100,00  | 20,55 |

### Leiria
| Partido                 | Partido                        | Votos  | %               | +/-   |
| ----------------------- | ------------------------------ | ------ | --------------- | ----- |
|                         | Partido Social Democrata       | 18 083 | 46,15 / 100,00  | 1,19  |
|                         | Centro Democrático Social      | 8 468  | 21,61 / 100,00  | 3,69  |
|                         | Partido Socialista             | 7 620  | 19,45 / 100,00  | 4,66  |
|                         | Coligação Democrática Unitária | 1 410  | 3,60 / 100,00   | 0,79  |
|                         | Partido Popular Monárquico     | 709    | 1,81 / 100,00   | 0,24  |
|                         | Partido da Democracia Cristã   | 442    | 1,13 / 100,00   | 0,32  |
|                         | Outros (com menos de 1,00%)    | 984    | 2,52 / 100,00   |       |
| Votos Inválidos         | Votos Inválidos                | 1 466  | 3,74 / 100,00   | 0,92  |
| Total                   | Total                          | 39 182 | 100,00 / 100,00 |       |
| Eleitorado/Participação | Eleitorado/Participação        | 79 624 | 49,21 / 100,00  | 27,63 |

### Marinha Grande
| Partido                 | Partido                         | Votos  | %               | +/-   |
| ----------------------- | ------------------------------- | ------ | --------------- | ----- |
|                         | Coligação Democrática Unitária  | 3 729  | 31,76 / 100,00  | 7,28  |
|                         | Partido Socialista              | 3 319  | 28,27 / 100,00  | 3,93  |
|                         | Partido Social Democrata        | 2 411  | 20,53 / 100,00  | 4,86  |
|                         | Centro Democrático Social       | 839    | 7,15 / 100,00   | 1,02  |
|                         | Movimento Democrático Português | 248    | 2,11 / 100,00   | 1,30  |
|                         | Partido Popular Monárquico      | 182    | 1,55 / 100,00   | 0,63  |
|                         | União Democrática Popular       | 177    | 1,51 / 100,00   | 0,12  |
|                         | Outros (com menos de 1,00%)     | 297    | 2,53 / 100,00   |       |
| Votos Inválidos         | Votos Inválidos                 | 540    | 4,60 / 100,00   | 1,24  |
| Total                   | Total                           | 11 742 | 100,00 / 100,00 |       |
| Eleitorado/Participação | Eleitorado/Participação         | 25 741 | 45,62 / 100,00  | 24,58 |

### Nazaré
| Partido                 | Partido                           | Votos  | %               | +/-   |
| ----------------------- | --------------------------------- | ------ | --------------- | ----- |
|                         | Partido Socialista                | 2 309  | 42,27 / 100,00  | 5,85  |
|                         | Partido Social Democrata          | 1 566  | 28,67 / 100,00  | 4,47  |
|                         | Centro Democrático Social         | 505    | 9,25 / 100,00   | 1,13  |
|                         | Coligação Democrática Unitária    | 460    | 8,42 / 100,00   | 0,86  |
|                         | Movimento Democrático Português   | 78     | 1,43 / 100,00   | 1,02  |
|                         | Partido Socialista Revolucionário | 60     | 1,10 / 100,00   | 0,36  |
|                         | União Democrática Popular         | 57     | 1,04 / 100,00   | 0,44  |
|                         | Outros (com menos de 1,00%)       | 145    | 2,65 / 100,00   |       |
| Votos Inválidos         | Votos Inválidos                   | 282    | 5,16 / 100,00   | 1,55  |
| Total                   | Total                             | 5 462  | 100,00 / 100,00 |       |
| Eleitorado/Participação | Eleitorado/Participação           | 12 480 | 43,77 / 100,00  | 24,19 |

### Óbidos
| Partido                 | Partido                         | Votos | %               | +/-   |
| ----------------------- | ------------------------------- | ----- | --------------- | ----- |
|                         | Partido Social Democrata        | 1 305 | 37,02 / 100,00  | 4,06  |
|                         | Partido Socialista              | 1 230 | 34,89 / 100,00  | 8,54  |
|                         | Centro Democrático Social       | 362   | 10,27 / 100,00  | 4,05  |
|                         | Coligação Democrática Unitária  | 237   | 6,72 / 100,00   | 1,69  |
|                         | Partido Popular Monárquico      | 54    | 1,53 / 100,00   | 0,18  |
|                         | Movimento Democrático Português | 48    | 1,36 / 100,00   | 0,93  |
|                         | Partido da Democracia Cristã    | 38    | 1,08 / 100,00   | 0,20  |
|                         | Outros (com menos de 1,00%)     | 95    | 2,69 / 100,00   |       |
| Votos Inválidos         | Votos Inválidos                 | 156   | 4,43 / 100,00   | 0,75  |
| Total                   | Total                           | 3 525 | 100,00 / 100,00 |       |
| Eleitorado/Participação | Eleitorado/Participação         | 8 914 | 39,54 / 100,00  | 25,88 |

### Pedrógão Grande
| Partido                 | Partido                        | Votos | %               | +/-   |
| ----------------------- | ------------------------------ | ----- | --------------- | ----- |
|                         | Partido Social Democrata       | 1 298 | 60,15 / 100,00  | 0,41  |
|                         | Partido Socialista             | 429   | 19,88 / 100,00  | 6,90  |
|                         | Centro Democrático Social      | 219   | 10,15 / 100,00  | 3,43  |
|                         | Coligação Democrática Unitária | 40    | 1,85 / 100,00   | 0,65  |
|                         | Outros (com menos de 1,00%)    | 76    | 3,52 / 100,00   |       |
| Votos Inválidos         | Votos Inválidos                | 96    | 4,45 / 100,00   | 0,89  |
| Total                   | Total                          | 2 158 | 100,00 / 100,00 |       |
| Eleitorado/Participação | Eleitorado/Participação        | 4 759 | 45,35 / 100,00  | 28,94 |

### Peniche
| Partido                 | Partido                         | Votos  | %               | +/-   |
| ----------------------- | ------------------------------- | ------ | --------------- | ----- |
|                         | Partido Social Democrata        | 3 048  | 35,05 / 100,00  | 2,54  |
|                         | Partido Socialista              | 2 665  | 30,64 / 100,00  | 5,30  |
|                         | Coligação Democrática Unitária  | 1 219  | 14,02 / 100,00  | 2,23  |
|                         | Centro Democrático Social       | 962    | 11,06 / 100,00  | 0,88  |
|                         | Partido Popular Monárquico      | 122    | 1,40 / 100,00   | 0,07  |
|                         | Movimento Democrático Português | 118    | 1,36 / 100,00   | 0,78  |
|                         | União Democrática Popular       | 97     | 1,12 / 100,00   | 0,20  |
|                         | Outros (com menos de 1,00%)     | 204    | 2,34 / 100,00   |       |
| Votos Inválidos         | Votos Inválidos                 | 262    | 3,01 / 100,00   | 0,33  |
| Total                   | Total                           | 8 697  | 100,00 / 100,00 |       |
| Eleitorado/Participação | Eleitorado/Participação         | 20 369 | 42,70 / 100,00  | 24,96 |

### Pombal
| Partido                 | Partido                        | Votos  | %               | +/-   |
| ----------------------- | ------------------------------ | ------ | --------------- | ----- |
|                         | Partido Social Democrata       | 8 623  | 53,71 / 100,00  | 4,23  |
|                         | Partido Socialista             | 3 466  | 21,59 / 100,00  | 7,75  |
|                         | Centro Democrático Social      | 2 470  | 15,38 / 100,00  | 0,89  |
|                         | Coligação Democrática Unitária | 346    | 2,15 / 100,00   | 0,51  |
|                         | Outros (com menos de 1,00%)    | 688    | 4,29 / 100,00   |       |
| Votos Inválidos         | Votos Inválidos                | 463    | 2,88 / 100,00   | 0,97  |
| Total                   | Total                          | 16 056 | 100,00 / 100,00 |       |
| Eleitorado/Participação | Eleitorado/Participação        | 43 755 | 36,70 / 100,00  | 28,12 |

### Porto de Mós
| Partido                 | Partido                        | Votos  | %               | +/-   |
| ----------------------- | ------------------------------ | ------ | --------------- | ----- |
|                         | Partido Social Democrata       | 4 474  | 46,52 / 100,00  | 3,53  |
|                         | Partido Socialista             | 2 027  | 21,08 / 100,00  | 4,01  |
|                         | Centro Democrático Social      | 1 796  | 18,68 / 100,00  | 1,50  |
|                         | Coligação Democrática Unitária | 389    | 4,04 / 100,00   | 0,76  |
|                         | Partido Popular Monárquico     | 146    | 1,52 / 100,00   | 0,29  |
|                         | Partido da Democracia Cristã   | 99     | 1,03 / 100,00   | 0,02  |
|                         | Outros (com menos de 1,00%)    | 283    | 2,94 / 100,00   |       |
| Votos Inválidos         | Votos Inválidos                | 403    | 4,19 / 100,00   | 1,32  |
| Total                   | Total                          | 9 617  | 100,00 / 100,00 |       |
| Eleitorado/Participação | Eleitorado/Participação        | 18 104 | 53,12 / 100,00  | 21,86 |